# Стоян Ангелов
Стоян Ангелов е български духовник, борец за българска църковна независимост.

## Биография
Ангелов е роден в пиринското село Влахи около 1800 година. Пред 30-те години Ангелов отваря килийно училище във Влахи. Той е инициатор на построяването на малката църква „Света Богородица“, а по-късно в 1844 година и на църквата „Свети Илия“ в селото. Учителства и приема духовен сан. Служи като български учител и свещеник в храма. Участва в борбата срещу мелнишкия митрополит Прокопий за въвеждане на богослужение на български език в църквите в епархията. Кореспондира със Стефан Веркович. Служи като аза (съветник) в казалийската община в Мелник.
Ангелов умира в края на XIX век в родното си село.